# Token ring
Token ring is een technologie voor computernetwerken die rond 1985 geïntroduceerd werd door IBM en gestandaardiseerd is als IEEE/ISO802.5. Bij token ring gaat een reeks bits in een ring langs alle aangesloten computers, voorafgegaan door een speciaal datablok dat het 'token' wordt genoemd (enigszins vergelijkbaar met het stokje dat wordt doorgegeven bij een estafetteloop).

## Opkomst
Token ring is een uitvinding van de Zweed Olof Solderblom van AT&T en werd in 1982 gepatenteerd. Ten tijde van de introductie door IBM was token ring zeer succesvol omdat de technologie beter bestand was tegen een hoge mate van netwerkcongestie dan het toenmalige ethernet en ARCNET. Dit was voornamelijk te danken aan het gebruik van een effectiever algoritme voor het verkrijgen van toegang tot het transportmedium. Het succes werd min of meer ook afgedwongen door de strategische plaatsing onder de 'Systems Application Architecture' van IBM, die destijds de pc- en mainframe-markt fors domineerde. 

## Neergang
De grootste concurrent ethernet maakte binnen tien jaar tijd een flinke inhaalslag, door gaandeweg een reeks van verbeteringen door te voeren, om uiteindelijk in 1995 Fast Ethernet te introduceren. Fast ethernet was drie keer goedkoper dan token ring en had een hogere snelheid, stabiliteit en flexibiliteit. Dat stelde veel bedrijven voor een eenvoudige keuze.
Het gevolg was dat tokenringnetwerken in rap tempo gemigreerd werden naar ethernet, temeer omdat de standaard voor 1000 Mbit/s-ethernet ook al gereed was (1000BASE‑T/IEEE802.3).
In een laatste poging om de opmars van ethernet het hoofd te bieden werd de snelheid van token ring nog verder opgevoerd naar 100 Mbit/s, maar dit werd geen succes.  Tegen de millenniumwisseling was token ring in West-Europa reeds op grote schaal vervangen. Veel van de gebruikte materialen werden indertijd opgekocht door het Oostblok.

## Globale specificaties

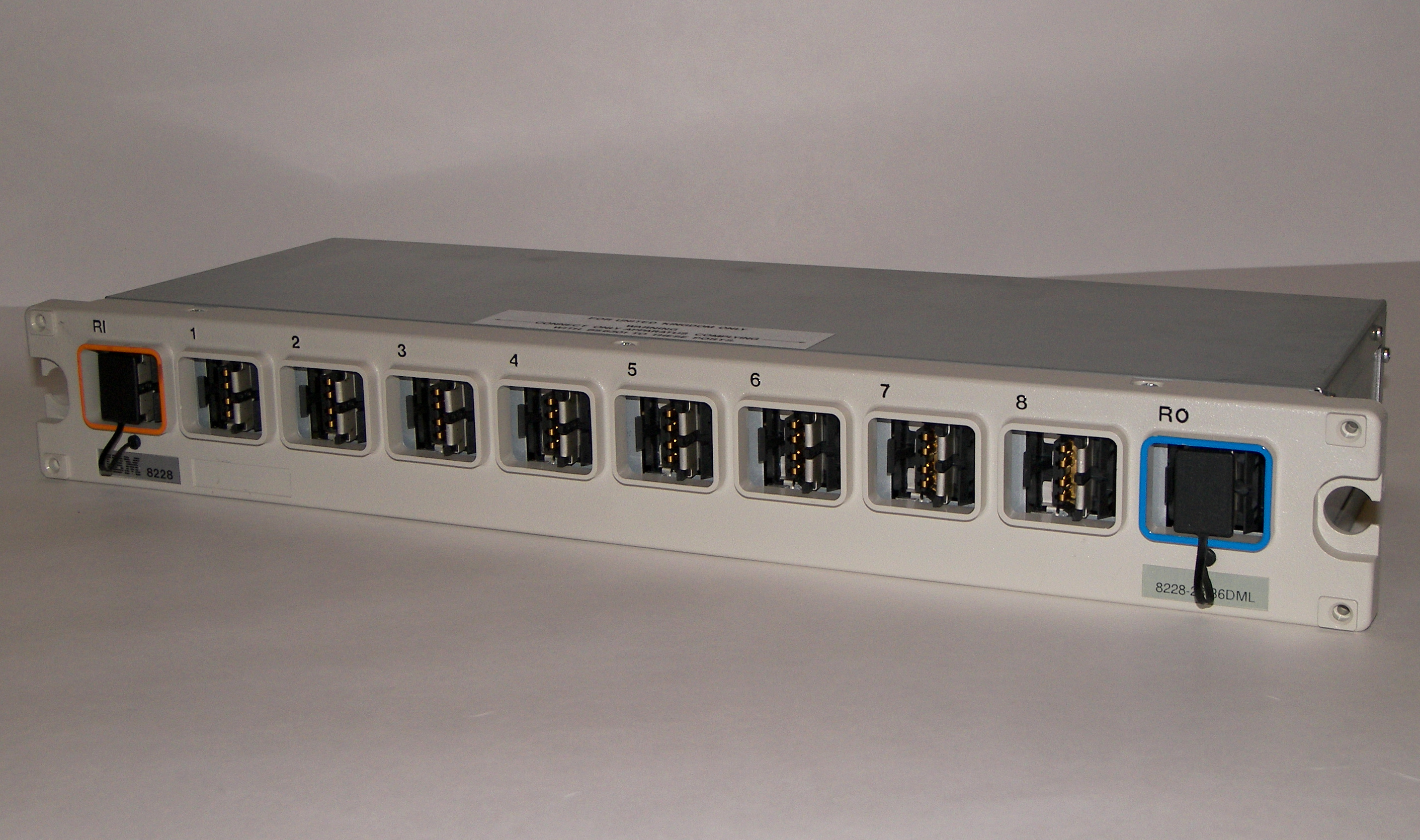
IBM 8228 MAU, met 8 poorten voor 8 netwerkknooppunten (pc's, servers, mainframe etc.) en aan de buitenste posities een RI (Ring In) en RO (Ring Out) voor uitbreidingsdoeleinden.

| Standaarden                 | IEEE 802.5-1985 en IEEE 802.5-1989                      |
| Snelheid                    | 4 Mbit/s (1985); 16 Mbit/s (1989); 100 Mbit/s (1998)    |
| Logische topologie          | Ringnetwerk                                             |
| Fysieke bedradingstopologie | Sternetwerk                                             |
| Bekabeling                  | DSTP (dual shielded twisted pair) en later ook UTP Cat5 |
| Centraal knooppunt          | MAU (multi-station access unit)                         |
| Routeringsprincipe          | Source routing (zie ook onder in dit artikel)           |

## Werking
Het datatransmissieproces gaat globaal als volgt:
- Een leeg dataframe (het 'token') reist continu rond in de ring
- Zodra een computer een databericht te verzenden heeft, wordt dat lege dataframe afgevangen en op 'bezet' gezet.
- Vervolgens wordt de adres informatie en data toegevoegd.
- Van de bit stroom die dan rond gaat in de ring wordt gezien dat het 'token frame' op bezet staat, waarna de adresgegevens gelezen worden.
- De computer die zichzelf identificeert als de geadresseerde kopieert de data en stuurt de reeks bits weer door, met dit verschil dat 1 specifieke bit wordt omgezet van 0 naar 1, als teken dat de data in goede orde ontvangen is.
- Uiteindelijk komt de bitstroom terug bij de oorspronkelijke computer die zelf ook weer een controleslag uitvoert op de data (zo zijn beide computers ervan overtuigd dat de bitreeks ongeschonden de volledige ring heeft afgelegd)
- De van oorsprong zendende computer genereert nu een nieuw leeg token, waarop een volgende computer het initiatief weer kan nemen.

Omdat het signaal door elke computer keer op keer opnieuw gegenereerd wordt, blijft (los van de omvang van de ring) het signaal op volle sterkte. Op deze wijze kon de ring een maximale lengte hebben van 50 km. Dit lijkt veel, maar in grote gebouwen met duizenden werkplekken werd dit al snel overschreden. Dit kon worden opgelost door 'token ring bridges' in te zetten, waardoor het netwerk verdeeld werd in kleinere afzonderlijke ringen.
Omdat iedere computer wel een keer een vrij 'token' ontvangt, kon er geen netwerkcongestie ontstaan zoals bij het CSMA/CD-principe van het oorspronkelijke (oude) ethernet. Dit gaf, ondanks de lagere transmissiesnelheid, toch een betere prestatie dan ethernet. Echter gold dit alleen bij zeer hoge netwerkbezetting.

## Redundantie

### Afschakelen van defecte netwerkkaarten
Het tokenringsysteem is constant op de hoogte van haar eigen topologie. Elke netwerkadapter 'weet' wie zijn naaste buren zijn. Zodra een netwerkkaart de doorgezonden data verminkt, wordt deze door de vorige netwerkadapter (in vaktermen: 'first downstream neighbour') uitgeschakeld, waarop de MAU de bijbehorende poort kortsluit en de computer galvanisch ‘buiten de ring ligt’.

### Dubbele ring
Doordat de ring dubbel uitgevoerd was, kon een aderonderbreking opgevangen worden door over te schakelen naar de tweede (redundante) ring. Dit werkte uitsluitend als alle RI poorten van de MAU's verbonden waren met alle RO poorten (vaak werden de RI en de RO van de laatste en de eerste MAU niet verbonden, omdat het systeem al werkt zonder deze laatste verbinding. Hierbij mist men echter de tweede ring).

## Source routing
Meerdere ringen werden niet met elkaar verbonden door 'routers', maar door 'bridges. Een 'bridge' kijkt niet naar route-informatie maar dupliceert 'domweg' de bitreeks. Hoe dan toch de juiste route werd gevonden lag in het principe van 'source routing', dat bij token ring werd toegepast. Zoals de benaming doet vermoeden lag de route-informatie bij de bron (source). Dit was ook de reden dat tokenringnetwerken in staat waren om het NetBEUI-protocol te routeren, terwijl dit een niet-routeerbaar protocol is. Dat kwam IBM goed uit omdat IBM PC-Network (het eerste LAN-systeem van IBM) gebaseerd was op NetBIOS.
De werking van source routing is als volgt:
- In een vermaasd netwerk met verscheidene ringen worden het token-frame door alle 'bridges' gekopieerd naar alle ringen
- Alle netwerk computers ontvangen alle tokens, waarbij er altijd één token-frame is met de kortste route-informatie
- Al deze kortste routes worden lokaal opgeslagen in een tabel op alle netwerk computers.
- Elke tokenringnetwerkcomputer weet op deze wijze zelf wat de kortste route is naar de geadresseerde partner
- Bridges die een 'token frame' ontvangen met specifieke route-informatie worden daarna gericht gedupliceerd, over alleen de desbetreffende ringnummers.

Dit systeem had als nadeel dat het beschikbaar komen van een betere route niet dynamisch werd opgemerkt.
IEEE-488 · IEEE 754 · IEEE 802 (.2 · .4 · .5 · .12 · .14 · .16 · .17 · .22) · 802.1 (D · p · Q · s · w · X · ad · AE · ag · ah · aq) · 802.3 (af/at) · 802.11 (a · b · g · n · p · ac · ax · be) · 802.15 (.1 · .4) · IEEE-1003 · IEEE 1076 · IEEE 1149 (.1) · IEEE 1284 · IEEE 1394